# Халкидики (округ)
Округ Халкидики је округ у периферији Средишња Македонија и историјској покрајини Македонији, у северној Грчкој. Управно средиште округа је град Полигирос, а значајни градови су и Нова Муданија и Нова Каликратија.
Округ Халкидики је успостављен 2011. године на месту некадашње префектуре, која је имала исти назив, обухват и границе.

## Природне одлике
Округ Халкидики обухвата истоимено полуострво Халкидики, једно од највећих у Грчкој. Са три стране (исток, југ и запад) округ је ограничен морем (Егејским морем). Од суседних округа Халкидики се једино граничи са округом Солуном на северу. Постоји и кратка граница према Светој Гори, која има посебан положај у Грчкој.
Како је Халидики полуострво, оно има дугачку обалу ка мору. Полуострво налази се између два залива Егејског мора, Солунског залива на западу и Орфанског залива на истоку. На северу је полуострво од остатка континенталне Грчке одвојено узаном долином, коју испуњавају језера Лагадинско и Бешичко.
Унутрашњост округа је планинског карактера, па Халкидики округ спада у брдовитије округе Грчке са врховима и преко 1.000 m. Ова префектура има у средишњем, вишем делу планинску климу, док су ободни делови, као нижи и приморски, са средоземном климом.

## Историја
Подручје округа Халкидики је 1912. године прикључено Грчкој. Тада се целокупно полуострво нашло у оквиру префектуре Солун (данас округ), из које је издвојено 1947. године као префектура, а данас округ.

## Становништво
По последњим проценама из 2005. године округ Халкидики је имао око 102.000 становника, од чега свега 5-6% живи у седишту округа, граду Полигиросу.
Етнички састав: Главно становништво округа су Грци, од којих многи воде порекло од избеглица из Мале Азије. Последњих година овде се населио и омањи број насељеника из целог света.
Густина насељености је испод 40 ст./км², што је двоструко мање од просека Грчке (око 80 ст./км²). Приморски део на западу је много боље насељен него планинска унутрашњост и источни, брдовитији приобални појас. И поред мале густине насељености, становништво брзо расте услед развоја туризма и близине Солуна, па Халкидики спада у округе са најбржим растом становништва у целој држави.

## Управна подела и насеља
Округ Халкидики се дели на 5 општина:
1. Аристотел – седиште градско насеље Јерисос
2. Касандра – седиште градско насеље Касандрија
3. Нова Пропонтида – седиште градско насеље Нова Муданија
4. Полигирос – седиште градско насеље Полигирос
5. Ситонија – седиште градско насеље Никити

За разлику од већине других округа у Грчкој округ Халкидики нема доминантно насеље, а управно средиште, градић Полигирос, нити је велико насеље (<10.000 ст.), није највећи град у округу. У њему живи тек 1/20 становништва префектуре. Он се налази у унутрашњости, па се спорије развија у односу на обалска места, привлачна због све развијенијег туризма. Поред Полигироса, значајна места, а такође и велика туристичка одредишта (међу којима и многих Срба) су: Нова Муданија, Нова Каликратија, Полихроно, Ханиоти, Пефкохори, Никити, Нови Мармарас, Јерисос.